# شات (نوشیدنی)

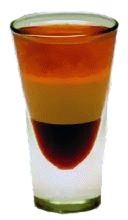
یک شات بی-۵۲ که در یک شات شیشه‌ای سرو شده

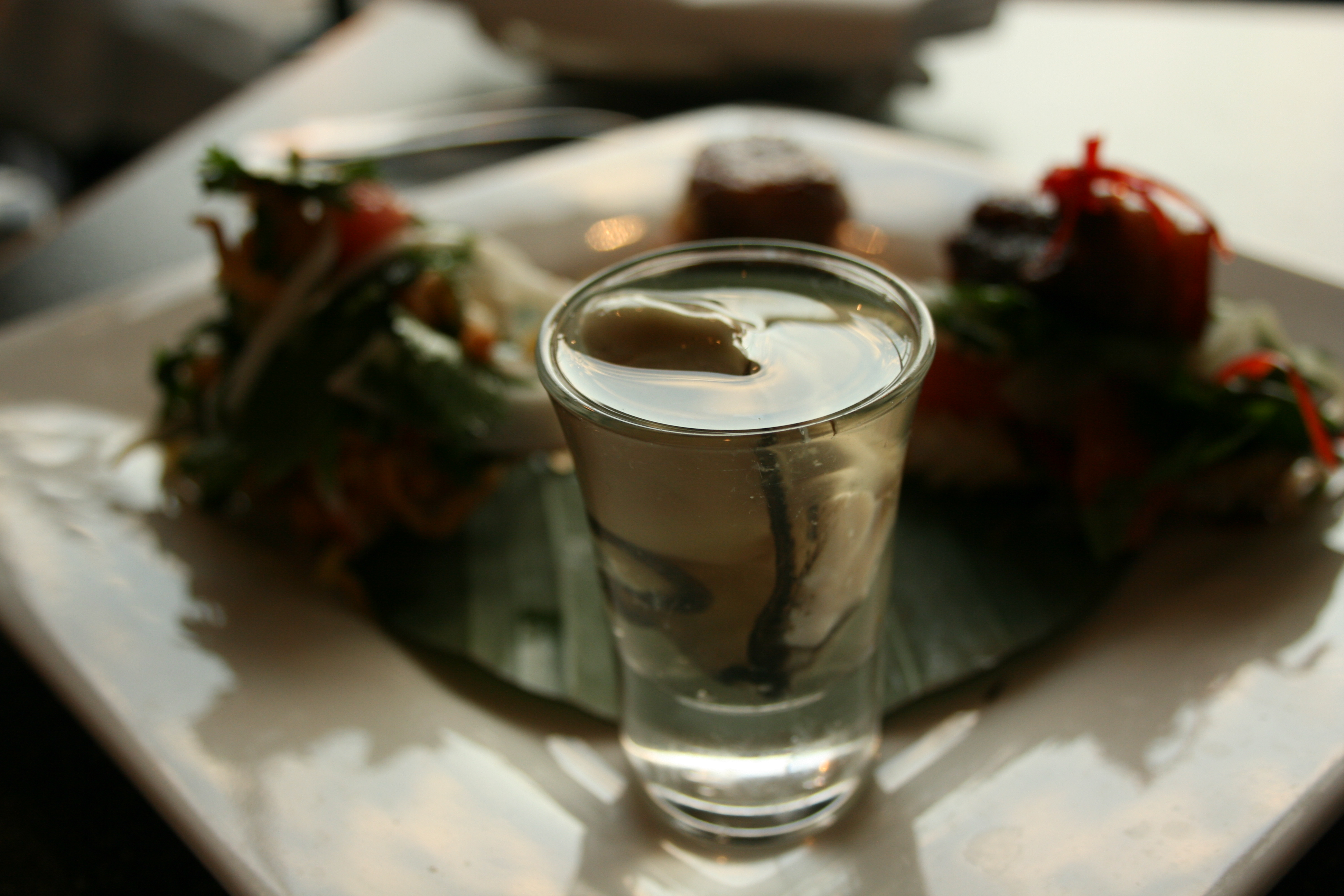
یک شات ساکی اویستر

شوتر یا شات، وعده کوچکی از الکل یا نوشیدنی مخلوط (معمولاً حدود یک اونس مایع آمریکایی یا ۳۰ میلیلیتر) است که معمولاً به سرعت و اغلب در یک جرعه مصرف می‌شود. رایج است که یک شات را به عنوان ساید یک نوشیدنی بزرگتر سرو می‌کنند.